# Parafia Świętych Apostołów Piotra i Pawła w Kowalowie
Parafia Świętych Apostołów Piotra i Pawła w Kowalowie – rzymskokatolicka parafia, położona w dekanacie Rzepin, diecezji zielonogórsko-gorzowskiej, metropolii szczecińsko-kamieńskiej, erygowana 26 lipca 1977. 